# Villard-de-Lans

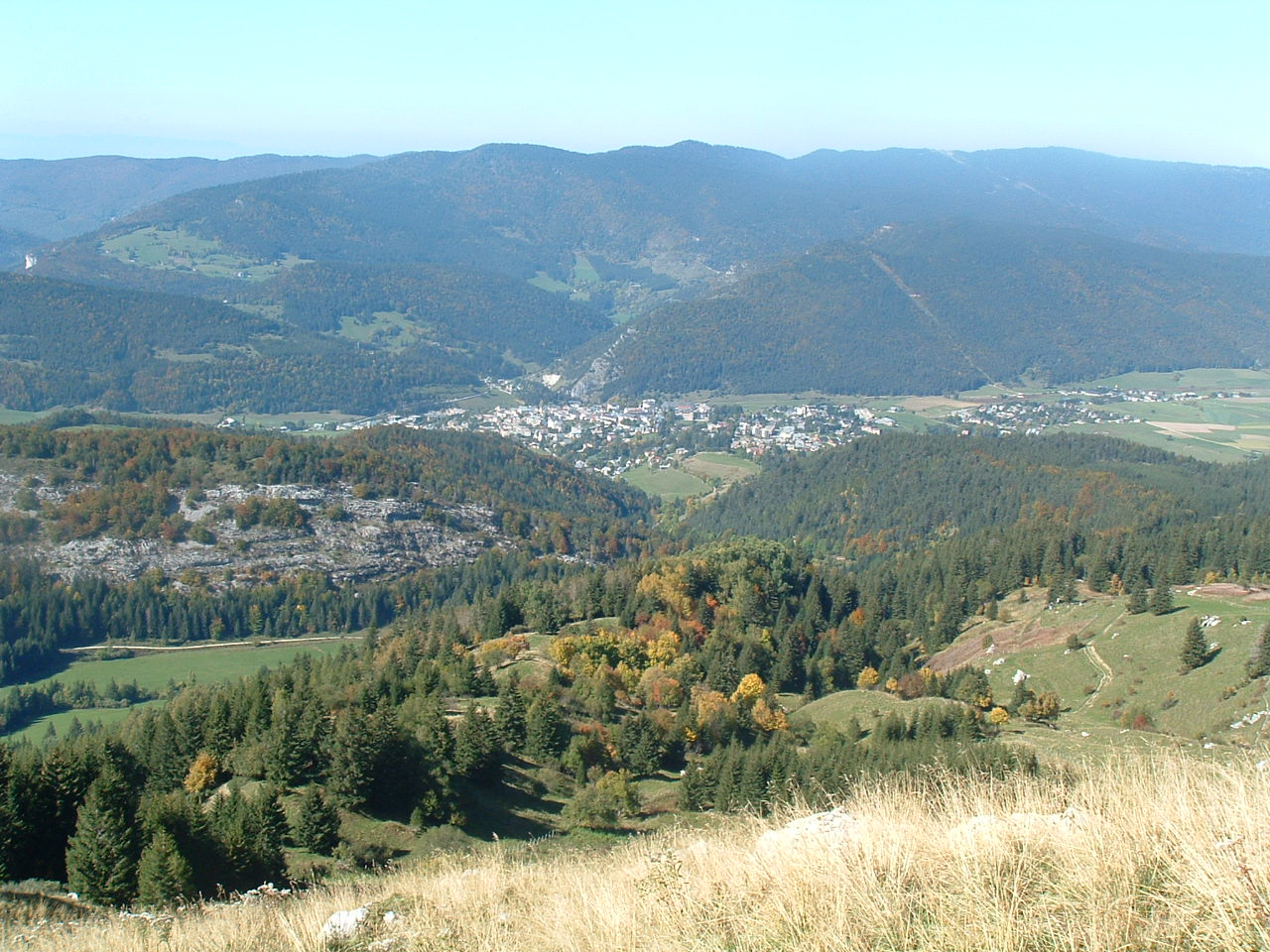
Villard from Clos du Four, southeast of Villard

Villard-de-Lans là một xã thuộc tỉnh Isère, trong vùng Auvergne-Rhône-Alpes ở đông nam nước nước Pháp. Xã này nằm ở khu vực có độ cao từ 720-2286 mét trên mực nước biển. Theo điều tra dân số năm 2006 của INSEE, xã có dân số 4400 người.